# Deori (Shahdol)
Deori és una vila (ciutat de cens) del districte de Shahdol, a l'estat de Madhya Pradesh (Índia). En el cens del 2001 tenia 5.761 habitants.